# E3 Harelbeke 2018
La 61.ª edición de la clásica ciclista E3 Harelbeke (llamado oficialmente: Record Bank E3 Harelbeke) fue una carrera en Bélgica que se celebró el 23 de marzo de 2018 con inicio y final en la ciudad de Harelbeke sobre un recorrido de 206,1 kilómetros.
La carrera hizo parte del UCI WorldTour 2018, siendo la décima competición del calendario de máxima categoría mundial.
La carrera fue ganada por el corredor holandés Niki Terpstra del equipo Quick-Step Floors, en segundo lugar Philippe Gilbert (Quick-Step Floors) y en tercer lugar Greg Van Avermaet (BMC Racing).

## Recorrido
La E3 Harelbeke dispuso de un recorrido total de 206,1 kilómetros con 15 cotas, igual que la edición anterior, sin embargo, manteniendo su mismo recorrido, donde los primeros 100 km no tienen mucha dificultad a excepción de dos cotas en los kilómetros 28 y 91,2 de carrera. Los últimos 106 km concentraron 13 subidas, donde se destacaba el Taaienberg, el Paterberg  con su pendiente del 12 % y 20 de máximo y el Oude Kwaremont con sus 2200 metros de pavé y una pendiente media del 4,2 %.
| Número | Nombre              | Km    | Longitud (m) | Pendiente media |
| ------ | ------------------- | ----- | ------------ | --------------- |
| 1      | Wolvenberg          | 27,9  | 666          | 6,8 %           |
| 2      | La Houppe           | 91,2  | 3440         | 3,3 %           |
| 3      | Broeke              | 107,6 | 1400         | 4 %             |
| 4      | Knokteberg          | 117,7 | 1530         | 5,3 %           |
| 5      | Hotondberg          | 121,6 | 1200         | 4 %             |
| 6      | Kortekeer           | 128,7 | 1000         | 6,4 %           |
| 7      | Taaienberg          | 133,7 | 650          | 9,5 %           |
| 8      | Boigneberg          | 140   | 2180         | 5,8 %           |
| 9      | Eikenberg           | 144,5 | 1200         | 5,5 %           |
| 10     | Stationberg         | 149,9 | 460          | 3,2 %           |
| 11     | Kapelberg           | 159,9 | 900          | 4 %             |
| 12     | Paterberg           | 164,8 | 700          | 12 %            |
| 13     | Oude Kwaremont      | 167,6 | 2200         | 4,2 %           |
| 14     | Karnemelkbeekstraat | 175,4 | 1530         | 4,9 %           |
| 15     | Tiegemberg          | 186,5 | 1000         | 6,5 %           |

## Equipos participantes
Tomaron parte en la carrera 25 equipos: 18 de categoría UCI WorldTeam; y 7 de categoría Profesional Continental. Formando así un pelotón de 175 ciclistas de los que acabaron 95. Los equipos participantes fueron:
| WorldTeams (18)- BMC Racing Team - Bora-Hansgrohe - AG2R La Mondiale - Quick-Step Floors - Lotto Soudal - Astana - Bahrain-Merida - Groupama-FDJ - Mitchelton-Scott - Movistar Team - Dimension Data - EF Education First-Drapac p/b Cannondale - Katusha-Alpecin - Lotto NL-Jumbo - Sky - Team Sunweb - Trek-Segafredo - UAE Team Emirates Equipos continentales profesionales (7)- Sport Vlaanderen-Baloise - Wanty-Groupe Gobert - Vérandas Willems-Crelan - WB-Aqua Protect-Veranclassic - Direct Énergie - Roompot-Nederlandse Loterij - Vital Concept |
| |

## Clasificación final
- Las clasificaciones finalizaron de la siguiente forma:[5]

| \| Clasificación general \| Clasificación general \| Clasificación general \| Clasificación general \| Clasificación general \| \| Ciclista \| Ciclista \| Equipo \| Tiempo \| \| \| --------------------- \| --------------------- \| ------------------------- \| --------------------- \| --------------------- \| \| 1.º \| Niki Terpstra \| Quick-Step Floors \| 5 h 03 min 34 s \| \| \| 2.º \| Philippe Gilbert \| Quick-Step Floors \| + 20 s \| \| \| 3.º \| Greg Van Avermaet \| BMC Racing Team \| + 20 s \| \| \| 4.º \| Oliver Naesen \| AG2R La Mondiale \| + 20 s \| \| \| 5.º \| Tiesj Benoot \| Lotto-Soudal \| + 20 s \| \| \| 6.º \| Jasper Stuyven \| Trek-Segafredo \| + 20 s \| \| \| 7.º \| Sep Vanmarcke \| EF Education First-Drapac \| + 20 s \| \| \| 8.º \| Gianni Moscon \| Team Sky \| + 20 s \| \| \| 9.º \| Zdeněk Štybar \| Quick-Step Floors \| + 20 s \| \| \| 10.º \| Stefan Küng \| BMC Racing Team \| + 20 s \| \| \| 11.º \| Matteo Trentin \| Mitchelton-Scott \| + 20 s \| \| \| 12.º \| Jürgen Roelandts \| BMC Racing Team \| + 27 s \| \| \| 13.º \| Michael Matthews \| Team Sunweb \| + 2 min 52 s \| \| \| 14.º \| Michael Valgren \| Astana \| + 2 min 52 s \| \| \| 15.º \| Frederik Backaert \| Wanty-Groupe Gobert \| + 2 min 52 s \| \| \| 16.º \| Florian Sénéchal \| Quick-Step Floors \| + 2 min 57 s \| \| \| 17.º \| Yves Lampaert \| Quick-Step Floors \| + 3 min 00 s \| \| \| 18.º \| Luka Mezgec \| Mitchelton-Scott \| + 3 min 19 s \| \| \| 19.º \| Heinrich Haussler \| Bahrain-Merida \| + 3 min 19 s \| \| \| 20.º \| Jean-Pierre Drucker \| BMC Racing Team \| + 3 min 19 s \| \| |                     |                           |                 |
| |                     |                           |                 |
| Fuente: ProCyclingStats |                     |                           |                 |
| Clasificación general |                     |                           |                 |
| Ciclista | Ciclista            | Equipo                    | Tiempo          |
| 1.º | Niki Terpstra       | Quick-Step Floors         | 5 h 03 min 34 s |
| 2.º | Philippe Gilbert    | Quick-Step Floors         | + 20 s          |
| 3.º | Greg Van Avermaet   | BMC Racing Team           | + 20 s          |
| 4.º | Oliver Naesen       | AG2R La Mondiale          | + 20 s          |
| 5.º | Tiesj Benoot        | Lotto-Soudal              | + 20 s          |
| 6.º | Jasper Stuyven      | Trek-Segafredo            | + 20 s          |
| 7.º | Sep Vanmarcke       | EF Education First-Drapac | + 20 s          |
| 8.º | Gianni Moscon       | Team Sky                  | + 20 s          |
| 9.º | Zdeněk Štybar       | Quick-Step Floors         | + 20 s          |
| 10.º | Stefan Küng         | BMC Racing Team           | + 20 s          |
| 11.º | Matteo Trentin      | Mitchelton-Scott          | + 20 s          |
| 12.º | Jürgen Roelandts    | BMC Racing Team           | + 27 s          |
| 13.º | Michael Matthews    | Team Sunweb               | + 2 min 52 s    |
| 14.º | Michael Valgren     | Astana                    | + 2 min 52 s    |
| 15.º | Frederik Backaert   | Wanty-Groupe Gobert       | + 2 min 52 s    |
| 16.º | Florian Sénéchal    | Quick-Step Floors         | + 2 min 57 s    |
| 17.º | Yves Lampaert       | Quick-Step Floors         | + 3 min 00 s    |
| 18.º | Luka Mezgec         | Mitchelton-Scott          | + 3 min 19 s    |
| 19.º | Heinrich Haussler   | Bahrain-Merida            | + 3 min 19 s    |
| 20.º | Jean-Pierre Drucker | BMC Racing Team           | + 3 min 19 s    |

## UCI World Ranking
La E3 Harelbeke otorga puntos para el UCI WorldTour 2018 y el UCI World Ranking, este último para corredores de los equipos en las categorías UCI WorldTeam, Profesional Continental y Equipos Continentales. Las siguientes tablas muestran el baremo de puntuación y los 10 corredores que obtuvieron más puntos:
| Posición   | 1.º | 2.º | 3.º | 4.º | 5.º | 6.º | 7.º | 8.º | 9.º | 10.º | 11.º | 12.º | 13.º | 14.º | 15.º | 16.º-20.º | 21.º-30.º | 31.º-50.º | 51.º-55.º | 56.º-60.º |
| Puntuación | 400 | 320 | 260 | 220 | 180 | 140 | 120 | 100 | 80  | 68   | 56   | 48   | 40   | 32   | 28   | 24        | 16        | 8         | 4         | 2         |

| Clasificación |                   |                           |        |
| Posición      | Ciclista          | Equipo                    | Puntos |
| ------------- | ----------------- | ------------------------- | ------ |
| 1.º           | Niki Terpstra     | Quick-Step Floors         | 400    |
| 2.º           | Philippe Gilbert  | Quick-Step Floors         | 320    |
| 3.º           | Greg Van Avermaet | BMC Racing                | 260    |
| 4.º           | Oliver Naesen     | Ag2r La Mondiale          | 220    |
| 5.º           | Tiesj Benoot      | Lotto Soudal              | 180    |
| 6.º           | Jasper Stuyven    | Trek-Segafredo            | 140    |
| 7.º           | Sep Vanmarcke     | EF Education First-Drapac | 120    |
| 8.º           | Gianni Moscon     | Sky                       | 100    |
| 9.º           | Zdeněk Štybar     | Quick-Step Floors         | 80     |
| 10.º          | Stefan Küng       | BMC Racing                | 68     |